# Krystalgade
Krystalgade er en gade i det indre København. Gaden går fra Købmagergade ved Rundetårn i forlængelse af Landemærket til Nørregade.
Vejstykket kendes første gang fra 1492 og omtales her som et lille stræde, men uden navn. Fra år 1600 kendes gaden under navnet Skidenstræde, men ændrede i løbet af 1700-tallet uofficielt navn til Krystalgade. Den gang var det magistraten, der tog sig af gadenavnene. I 1818 var Skidenstrædes beboere så trætte af det belastende navn, at de ansøgte om ændring: "Da Skidenstræde, nu af Nye broelagt, er en særdeles smuk og reel Gade...fordrister Samme Gaard- og Huuseiere sig underdanigst at ombede...at Samme nu ogsaa maatte faae et andet Navn." De foreslog selv Krystalgade, og det blev indvilget.
Langs gaden findes en synagoge fra 1833, Københavns Hovedbibliotek, Københavns Universitet (bl.a. det tidligere Zoologisk Museum) og det tidligere Daells Varehus.
Synagogen blev i februar 2015 ramt af et terrorangreb. Angrebet menes at have haft danske jøder inde i synagogen som mål. Den 37-årige vagt Dan Uzan blev dræbt af den 22-årige Omar Abdel Hamid El-Hussein